# L'Homme aux miracles

L'Homme aux miracles (Healing Hands) est un téléfilm américain réalisé par Bradford May, et diffusé le 20 mars 2010 sur Hallmark Channel.

## Fiche technique
- Titre original : Healing Hands
- Réalisation : Bradford May
- Scénario : Steven H. Berman
- Photographie : Maximo Munzi
- Musique : Lawrence Shragge
- Pays : États-Unis
- Durée : 84 min

## Distribution
- Eddie Cibrian : Buddy Hoyt
- Patrick Duffy : Oncle Norman
- Lisa Sheridan : Alice
- Evan Jones : Mike
- Meagan Fay : Tante Beth
- Kali Majors : Callie Boxby
- Alexandra Holden : Natasha
- Darcy Rose Byrnes : Dawn
- Frank Crim : Penn
- Dana Cuomo : Mrs. Boxby